# Centar za kulturnu djelatnost omladine, Zagreb
Centar za kulturnu djelatnost omladine, Zagreb akronim CKDO, pa CKD, bio je specijalizirana ustanova Saveza socijalističke omladine Hrvatske u Zagrebu koja se bavila izdavaštvom, kazalištem, filmom, novinarstvom, politikom, filozofijom, književnošću, poezijom, glazbom, plesom, zabavom, likovnom umjetnošću - zapravo svime što je tada interesiralo mlade. CKD je djelovao od 1970-ih do 1990-ih. Danas je poznat kao izdavačka kuća AGM.

## Povijest CKDO-a
CKDO je osnovan 1967. u Zagrebu, objedinjujući djelatnost već postojećih omladinskih krugova po svim gradskim općinama. Među tim klubovima neki su postali kultni zahvaljujući svojim programima: prvo Kulušić koji je vodio Mihovil (Mišo) Gunjača i u kojemu je jam-session vodio Boško Petrović, a zatim Lapidarij na Gornjem Gradu, kao zamjena za Mladost u prostoru iznad Gradske štedionice na Trgu Republike te Gortan na Trešnjevci (voditelj Nenad Prelog), poznat po filmskim programima i koncertima lake glazbe. Za financiranje CKDO organizirana je auto-škola, te Omladinski servis za povremeno zapošljavanje mladih. Dok je CKDO kao direktor vodio Goran Grubišić pokrenut je satirički mjesečnik Paradoks koji je uređivao Milan Havliček. Kada je vodstvo CKDO kao direktor preuzeo Antun Vujić pokrenuta je nakladna djelatnost, te galerijska djelatnost (Galerija Nova), a pokrenute su i novine o pop glazbi Pop Express koje su u početku uređivali Darko Stuparić i Mirko Dujam Klarin.  CKDO se brinuo o kulturnoj aktivnosti na tadašnjoj Omladinskoj radnoj akciji Sava, organizirao je koncerte, nastupe kazališnih družina, filmske projekcije. Poslije slamanja hrvatskog proljeća 1971. smijenjen je Vujić, pa CKDO vodi Josip Lang, a nakon njega Branko Miškić. Od 1974. važan udio u nakladnoj djelatnosti CKDO i njegovoj kazališnoj djelatnosti imao je Slobodan Šnajder. 
Pokrenut je kazališni časopis Prolog. CKD je pokrenuo vlastitu novinarsku školu (iz koje su izašli mnogi danas poznati novinari), predavači su bili tada vodeći hrvatski novinari: Veselko Tenžera, Sead Saračević, Igor Mandić, Krešimir Fijačko, Dražen Vukov Colić, zatim prof. Pavao Novosel i drugi.  
CKD je pokrenuo i živu kazališnu aktivnost, pomaže osnutak “Histriona”, “Kugla glumišta”, Teatra “More”, “Zagrebačkog plesnog ansambla”, “Teatra klasike”, “KPGT-a”. CKDO je kao producent davao pravnu osobnost tim grupama, vodio im gostovanja i financijsko poslovanje. Pokrenuo je festival “Dani mladog teatra” iz kojeg je nastaoEurokaz.
CKD je razvio i vrlo živu izdavačku djelatnost, izdavao je knjige od teorijskih rasprava do beletristike i poezije i stripa.
CKD je djelovao do 1990-ih, tad je preustrojen i nastavio radom kao trgovačko društvo pod imenom AGM, ali je ubrzo bitno reducirao svoju djelatnost. Bio je zatim trgovačko društvo u sastavu Zagrebačkoga holdinga, a od siječnja 2007. AGM je jedna od podružnica u sastavu Zagrebačkog holdinga d.o.o.

## Vanjske poveznice
- Stranice AGM-a, slijednika nekadašnjeg CKD-a